# Словенска академия на науките и изкуствата
Словенската академия на науките и изкуствата (на словенски: Slovenska akademija znanosti in umetnosti) е върховната институция в Словения за изследвания в науката и изкуството.
Основана е през лятото на 1938 г. Седалището ѝ е в словенската столица Любляна.